# Славош Узнанський-Вішневський
Славош Узнанський-Вішневський (пол. Sławosz Uznański-Wiśniewski, уродж. Узнанський; нар. 12 квітня 1984, Лодзь) — польський інженер, астронавт Європейського космічного агентства. Другий поляк в історії та 743-тя (635-та в орбітальному польоті) людина, яка побувала в космічному просторі, а також перший поляк, який побував на борту Міжнародної космічної станції.

## Життєпис

### Молодість і освіта
Славош Узнанський народився 12 квітня 1984 року в місті Лодзь. Є сином Петра Узнанського та Маї Марквардт-Узнанської. Випускник VIII загальноосвітньої середньої школи ім. Адама Асника в Лодзі. У 2008 році з відзнакою закінчив магістратуру в Лодзькому політехнічному університеті та магістратуру в Університеті Нанта, а в тому ж році отримав диплом інженера в École Polytechnique de l'Université de Nantes. У 2011 році він отримав з відзнакою ступінь доктора в Université d'Aix-Marseille за роботу, присвячену конструкціям, стійким до космічного випромінювання. Окрім польської, він вільно володіє англійською та французькою мовами.

### Професійна кар'єра
Під час навчання в аспірантурі працював інженером з радіаційних ефектів у компанії STMicroelectronics у Кролі, Франція, зосередившись на стійких до радіації європейських цифрових технологіях CMOS для космічних застосувань. З 2014 року він також був волонтером, який рецензував багато комерційних супутникових проєктів, таких як супутникова система ICEYE, а також польські космічні місії, такі як PW-Sat2, HyperSat та EagleEye. У 2019 році він виконував функції технічного експерта та оцінювача в межах програми ЄС з фінансування наукових досліджень та інновацій Horizon 2020, здійснюючи огляд та оцінку європейських космічних технологій для Європейського виконавчого агентства з наукових досліджень (REA).
Автор книги про вплив радіації на електронні системи та співавтор понад 50 наукових статей. Викладав космічне проєктування в міжнародних інженерних школах і був рецензентом багатьох проєктів комерційних супутників.

#### Європейська організація з ядерних досліджень
У 2011 році він почав працювати в Європейській організації з ядерних досліджень (CERN) у Женеві, Швейцарія. До його обов'язків входило, зокрема, проведення кампаній радіаційних випробувань на випробувальних об'єктах ESA з метою кваліфікації електронних компонентів і систем для використання в космосі та в прискорювачах. Спеціалізувався на проєктуванні електроніки, що працює в прискорювачах, проєктував, зокрема, систему управління потужністю Великого адронного колайдера (LHC).
У 2013 році його призначили керівником проєкту та старшим інженером з надійності електронних систем. Він відповідав за створення стійкої до радіації системи управління перетворювачем потужності, яка з 2017 року є ключовою частиною LHC.
У 2018—2020 роках був інженером, відповідальним за цілодобову роботу та оптимальне функціонування Великого адронного колайдера.

#### Європейський корпус астронавтів
Він взяв участь у наборі до Європейського корпусу астронавтів, розпочатому Європейським космічним агентством (ESA) у березні 2021 року. З 22,5  тис. осіб, у тому числі 549 з Польщі, ESA обрала 17 астронавтів, у тому числі 11 резервістів, які в разі потреби можуть бути призвані до основного корпусу. Узнанський потрапив до другої групи.
28 червня 2023 року Центр GovTech, що діє при прем'єр-міністрі, повідомив, що Узнанський стане другим поляком в історії, який полетить у космос. 1 вересня 2023 року він приєднався до Європейського корпусу астронавтів як проєктний астронавт ESA, тоді ж розпочалося його навчання в Європейському центрі космонавтів.
5 серпня 2024 року ESA офіційно оголосила, що Узнанський візьме участь у приватній пілотованій місії Axiom Mission 4 (Ax-4) на МКС, як фахівець місії. Він проведе 13 експериментів і досліджень, розроблених польськими інженерами та вченими в рамках оголошеної 2 грудня 2024 року польської науково-технічної місії Ignis. Вони стосуватимуться, зокрема, діяльності передових одиниць ШІ в умовах низької гравітації, впливу тривалого перебування в космосі на психічне здоров'я людини, а також використання мікроводоростей у майбутніх космічних місіях та космічній медицині.
Старт місії відбувся 25 червня 2025 року, о 8:31 (за польським часом). Наступного дня після успішного стикування космічного корабля Crew Dragon Grace з астронавтами на борту, о 14:23 (за центральноєвропейським часом) Славош Узнанський-Вішневський став першим поляком, якого прийняв екіпаж МКС.
13 липня 2025 року місія Ax-4, в складі якої перебував польський астронавт Славош Узнанський-Вишневський, завершила свою роботу на МКС. Польське космічне агентство (POLSA) повідомило, що повернення астронавтів місії на Землю заплановано на 14 липня 2025 року.

## Відзнаки
- Ювілейна медаль до 600-річчя Лодзі — 2023[24]
- Універсальна емблема космонавта за орбітальний політ (№ 635) — Асоціація учасників космічних польотів (Association of Space Explorers(інші мови))[25]; 2025[26][27]

## Особисте життя
У 2025 році він одружився з депутаткою Александрою Вішневською і прийняв подвійне прізвище.